# SH3BGRL2
SH3BGRL2 (англ. SH3 domain binding glutamate rich protein like 2) – білок, який кодується однойменним геном, розташованим у людей на 6-й хромосомі. Довжина поліпептидного ланцюга білка становить 107 амінокислот, а молекулярна маса — 12 326.
| 10         |  | 20         |  | 30         |  | 40         |  | 50         |
| ---------- |  | ---------- |  | ---------- |  | ---------- |  | ---------- |
| MVIRVFIASS |  | SGFVAIKKKQ |  | QDVVRFLEAN |  | KIEFEEVDIT |  | MSEEQRQWMY |
| KNVPPEKKPT |  | QGNPLPPQIF |  | NGDRYCGDYD |  | SFFESKESNT |  | VFSFLGLKPR |
| LASKAEP    |  |            |  |            |  |            |  |            |

A: Аланін

C: Цистеїн

D: Аспарагінова кислота

E: Глутамінова кислота

F: Фенілаланін

G: Гліцин

I: Ізолейцин

K: Лізин

L: Лейцин

M: Метіонін

N: Аспарагін

P: Пролін

Q: Глутамін

R: Аргінін

S: Серин

T: Треонін

V: Валін

W: Триптофан

Локалізований у ядрі.